# Carbonate d'éthylène
Le carbonate d'éthylène est un ester de carbonate cyclique, l'ester de l'éthylène glycol (éthane-1,2-diol) avec l'acide carbonique (H2CO3). A température ambiante (25 °C), c'est un solide d'apparence cristallin transparent. À l'état liquide (p.f. 35-38 °C), c'est un liquide incolore et inodore.
Le carbonate d'éthylène est utilisé comme solvant polaire. Il peut être utilisé comme un composant d'électrolyte de haute permittivité pour les piles au lithium et les accumulateurs lithium-ion.
Le carbonate d'éthylène est aussi utilisé comme plastifiant pour la chimie des polymères et en synthèse organique, et est aussi le précurseur du carbonate de vinylène.